# Boris Godunov (film fra 1986)
|  | For andre betydninger, se Boris Godunov (flertydig) |
Boris Godunov (russisk: Борис Годунов) er en spillefilm fra 1986 af Sergej Bondartjuk.

## Medvirkende
- Sergej Bondartjuk som Boris Godunov
- Aljona Bondartjuk som Xenia Godunova
- Gennadij Mitrofanov
- Roman Filippov som Job
- Valerij Storozjik som Dmitrij Kurbskij